# Lemma della deformazione
Il lemma della deformazione è un importante risultato nel calcolo delle variazioni, esso è infatti alla base dei metodi variazionali che cercano punti critici tramite il principio del min-max.

## Lemma
Sia {\displaystyle E} uno spazio di Banach e sia {\displaystyle J:E\to \mathbb {R} } un funzionale di classe {\displaystyle C^{1}} che soddisfa la condizione di Palais-Smale. Sia {\displaystyle c\in \mathbb {R} } un valore critico di {\displaystyle J}. Allora, esiste {\displaystyle \epsilon _{0}} tale che per ogni {\displaystyle 0<\epsilon <\epsilon _{0}} esiste una mappa continua {\displaystyle \eta :\mathbb {R} \times E\to E}, chiamato flusso associato {\displaystyle J}, che soddisfa le seguenti condizioni:
- per ogni {\displaystyle u\in E}, {\displaystyle \eta (0,u)=u} (ovvero {\displaystyle \eta (0,\cdot ):E\to E} è l'identità);
- per ogni {\displaystyle t\in \mathbb {R} } la mappa {\displaystyle \eta (t,\cdot ):E\to E} è un omeomofismo;
- per ogni {\displaystyle t\in \mathbb {R} } ed ogni {\displaystyle u\notin J^{-1}([c_{0}-\epsilon ,c_{0}+\epsilon ])} {\displaystyle \eta (t,u)=u};
- per ogni {\displaystyle u\in E}, la funzione {\displaystyle t\to J(\eta (t,u))} è monotona decrescente;
- se {\displaystyle u\in J^{-1}((-\infty ,c+\epsilon ])} allora {\displaystyle \eta (1,u)\in J^{-1}([-\infty ,c-\epsilon ])};
- se {\displaystyle J} è pari allora per ogni {\displaystyle t\in \mathbb {R} } la mappa {\displaystyle \eta (t,\cdot )} è dispari.[1][2]